# Morte súbita inesperada na epilepsia
Morte Súbita Inesperada na Epilepsia (do inglês Sudden Unexpected Death in Epilepsy – SUDEP) refere-se à morte súbita e inesperada de uma pessoa com epilepsia que não é causada por trauma, afogamento ou outra condição médica identificada. Na maioria dos casos, não são encontradas causas estruturais ou toxicológicas no exame post-mortem. A SUDEP pode ocorrer com ou sem evidência de uma crise epiléptica anterior e, com frequência, não é testemunhada, especialmente quando ocorre durante o sono.
Os mecanismos exatos envolvidos na SUDEP ainda não são totalmente compreendidos, mas acredita-se que sejam multifatoriais. Possíveis contribuintes incluem alterações relacionadas à crise epiléptica que afetam a respiração, o ritmo cardíaco ou a função cerebral, muitas vezes de forma combinada.
Estima-se que a SUDEP afete cerca de 1 em cada 1.000 adultos e 1 em cada 4.500 crianças com epilepsia por ano. Ela é responsável por aproximadamente 7% a 17% das mortes relacionadas à epilepsia em geral, podendo chegar a 50% entre pessoas com epilepsia refratária. Mortes causadas por estado de mal epiléptico ou acidentes, como afogamento, são classificadas separadamente.

## Definição
Para melhorar a consistência nos relatos clínicos e na pesquisa, foi proposto um sistema unificado de classificação para a morte súbita inesperada na epilepsia (SUDEP). Esse sistema define a SUDEP como uma morte súbita, inesperada, não traumática e não causada por afogamento, ocorrida em pessoa com epilepsia, em circunstâncias benignas, com ou sem evidência de uma crise epiléptica, e sem causa estrutural ou toxicológica identificável no exame post-mortem. Mortes decorrentes de estado de mal epiléptico documentado são excluídas dessa definição.
A classificação propõe as seguintes categorias:
1. SUDEP definitiva: atende plenamente à definição e é confirmada por autópsia que não identifica outra causa de morte.
2. SUDEP definitiva com comorbidade (SUDEP Plus): atende a todos os critérios para SUDEP definitiva, mas ocorre na presença de uma comorbidade potencialmente contributiva (como doença cardíaca ou respiratória) que não pode ser estabelecida de forma definitiva como causa da morte.
3. SUDEP provável: atende aos critérios de SUDEP definitiva, mas sem confirmação por autópsia.
4. SUDEP possível: há informações insuficientes sobre a morte, e não há confirmação por autópsia.
5. SUDEP improvável: uma causa alternativa de morte foi determinada, descartando a possibilidade de SUDEP.

Nos casos testemunhados, um intervalo de até uma hora entre o colapso e a morte costuma ser utilizado como critério prático para classificação. Esse sistema visa aprimorar a vigilância, padronizar os registros e fomentar pesquisas sobre fatores de risco e estratégias de prevenção.

## Fatores de risco
Diversos fatores clínicos e demográficos têm sido associados a um risco aumentado de SUDEP, embora os mecanismos exatos ainda não estejam completamente esclarecidos. O fator de risco mais consistentemente identificado é a presença de crises tônico-clônicas generalizadas, especialmente quando são frequentes, de difícil controle, ocorrem durante o sono ou não são testemunhadas. Indivíduos com epilepsia de difícil controle — particularmente aqueles com epilepsia farmacorresistente — apresentam risco significativamente mais elevado. Crises noturnas estão associadas a maior risco de SUDEP, por serem mais propensas a não serem testemunhadas e por poderem atrasar medidas de ressuscitação. Viver sozinho ou dormir sem supervisão também tem sido associado a risco aumentado. Outros possíveis fatores de risco incluem sexo masculino, início precoce da epilepsia, maior duração da doença, uso irregular de medicamentos antiepilépticos e presença de comprometimento cognitivo ou anormalidades estruturais no cérebro, embora essas associações variem entre os estudos. Pessoas com histórico de abuso de substâncias ou dependência de álcool apresentam um risco aproximadamente duas vezes maior de SUDEP.
Fatores genéticos também são considerados relevantes no risco de SUDEP, embora a extensão total dessa contribuição ainda seja pouco compreendida. Embora mutações genéticas específicas tenham sido identificadas em indivíduos que morreram por SUDEP, é provável que o risco seja determinado pela interação de múltiplas variantes genéticas que afetam a função de canais iônicos e a excitabilidade neuronal. Há considerável sobreposição entre os genes implicados na SUDEP e aqueles associados a outras síndromes de morte súbita, como a síndrome da morte súbita infantil (sudden infant death syndrome – SIDS), a morte súbita inexplicada na infância (sudden unexplained death in childhood – SUDC) e a morte súbita inesperada (sudden unexpected death – SUD). Muitos desses genes estão envolvidos nas síndromes do QT longo.
Mutações no gene KCNQ1, que codifica o canal de potássio dependente de voltagem KV7.1, foram implicadas em arritmias cardíacas, como a síndrome do QT longo tipo 1 (LQT1), e também na epilepsia. De forma semelhante, mutações nos genes KCNH2 (relacionado à LQT2), SCN5A (LQT3), KCNJ2 (LQT7) e CACNA1C (LQT8) foram relatadas em casos de morte súbita e podem contribuir tanto para fenótipos cardíacos quanto epilépticos. Outros genes de canais iônicos implicados tanto na epilepsia quanto na SUDEP incluem SCN1A, SCN1B, SCN2A e SCN8A, que codificam subunidades de canais de sódio dependentes de voltagem, além de KCNA1, que codifica um canal de potássio dependente de voltagem.

## Mecanismo
Embora os mecanismos exatos da SUDEP ainda não sejam totalmente compreendidos, a maioria das evidências aponta para uma cascata de distúrbios fisiológicos, frequentemente desencadeada por uma crise tônico-clônica generalizada e culminando em falência respiratória e cardíaca. Em muitos casos, a morte resulta da incapacidade do tronco encefálico de restabelecer a respiração e o ritmo cardíaco após a crise. Fatores contribuintes incluem depressão respiratória central, arritmias cardíacas, disfunção autonômica e — em alguns indivíduos — suscetibilidade genética.

### Cronologia e sequência da falência cardiorrespiratória
Em casos de SUDEP monitorados, observa-se frequentemente uma sequência típica após uma crise tônico-clônica generalizada: ocorre inicialmente um aumento da frequência respiratória e cardíaca (taquipneia e taquicardia), seguido por apneia central, bradicardia progressiva e, por fim, assistolia. Em casos observados, a parada respiratória precede a parada cardíaca, o que é compatível com um modelo de falência respiratória primária de origem neurogênica. Essa cascata geralmente se desenvolve entre 3 e 15 minutos após o término da crise, com frequência durante o sono ou crises noturnas não testemunhadas. Embora fatores externos, como a posição prona, possam contribuir, o mecanismo predominante parece ser um colapso central mediado no estado pós-ictal — um processo às vezes denominado colapso neurovegetativo pós-ictal precoce.

### Mecanismos respiratórios
A disfunção respiratória central parece desempenhar um papel primário em muitos casos de SUDEP. A apneia transitória é comum durante crises tônico-clônicas generalizadas, mas, na maioria dos casos, a respiração é retomada espontaneamente após o término da crise. Na SUDEP, essa recuperação falha, resultando em parada respiratória sustentada. Estudos observacionais demonstram consistentemente que a parada respiratória precede a parada cardíaca, implicando a falência respiratória central como o evento inicial. Essa falência parece decorrer da supressão, induzida pela crise, dos centros respiratórios do tronco encefálico. Estudos recentes sugerem que a propagação da atividade epiléptica para estruturas paralímbicas, como a amígdala, pode induzir apneia central. A estimulação experimental dessas regiões demonstrou ser capaz de desencadear apneia sem que o indivíduo tenha consciência do evento.

### Mecanismos cardíacos
Anormalidades cardíacas associadas às crises epilépticas, incluindo arritmias ictais, têm sido implicadas em alguns casos de SUDEP. A assistolia ictal — definida como a cessação da atividade cardíaca induzida por uma crise — é rara, mas bem documentada, especialmente em indivíduos com epilepsia do lobo temporal. No entanto, a maioria das arritmias relacionadas às crises é transitória e autolimitada.
Embora arritmias possam ocorrer durante crises, a maior parte das evidências sugere que, na SUDEP, a parada cardíaca ocorre tipicamente como consequência da falência respiratória. Em casos monitorados, incluindo os do estudo MORTEMUS, a bradicardia e a assistolia ocorreram consistentemente após o início da apneia pós-ictal; nenhum caso apresentou parada cardíaca precedendo a parada respiratória. Esse padrão apoia a origem neurogênica da SUDEP, em que a falência respiratória desencadeia a parada cardíaca secundária, em vez de um evento cardíaco primário.

### Disfunção do sistema nervoso central e autônomo
A disfunção dos sistemas nervoso central e autônomo pode contribuir para a SUDEP ao comprometer a regulação da respiração, do ritmo cardíaco e do despertar. O tronco encefálico desempenha um papel integrador essencial na coordenação dessas funções, e acredita-se que a interrupção dos seus circuitos reguladores, induzida por crises, esteja na base de muitos casos fatais.
Um dos marcadores propostos para disfunção cerebral é a supressão generalizada do EEG no período pós-ictal (postictal generalized EEG suppression – PGES), caracterizada por um período transitório de atividade de baixa amplitude no eletroencefalograma após uma crise generalizada. A PGES tem sido interpretada como um sinal de desligamento cortical generalizado e prejuízo do despertar. Embora a PGES ocorra tanto em crises fatais quanto não fatais, sua duração prolongada tem sido associada, em alguns estudos, à imobilidade pós-ictal e à disfunção respiratória. No entanto, seu valor preditivo permanece incerto, e ela não é considerada um marcador consistente de risco para SUDEP.
O comprometimento dos reflexos autonômicos induzido por crises — especialmente aqueles envolvendo a sensibilidade do barorreflexo, o tônus vagal e as respostas dos quimiorreceptores aos níveis elevados de dióxido de carbono — pode dificultar ainda mais a restauração da homeostase durante o período pós-ictal.

## Prevenção
As estratégias de prevenção da SUDEP concentram-se principalmente na redução da frequência das crises, especialmente das crises tônico-clônicas generalizadas, que constituem o fator de risco modificável mais consistentemente identificado. A adesão ao tratamento com medicamentos antiepilépticos, a evitação de gatilhos conhecidos e a otimização oportuna do manejo terapêutico são aspectos centrais na redução do risco. Indivíduos com epilepsia farmacorresistente podem se beneficiar do encaminhamento para avaliação cirúrgica ou de terapias adjuvantes, incluindo neuromodulação.
A supervisão noturna pode também reduzir o risco de SUDEP, particularmente em pessoas que apresentam crises durante o sono. Estratégias como dividir o quarto com outra pessoa, utilizar dispositivos de escuta ou considerar arranjos residenciais alternativos podem aumentar a segurança em casos selecionados. No entanto, essas abordagens podem não ser viáveis em todos os contextos, especialmente para adultos que vivem de forma independente.
A posição prona após uma crise tônico-clônica foi documentada na maioria dos casos de SUDEP. Essa observação tem sido comparada à síndrome da morte súbita infantil (sudden infant death syndrome – SIDS), na qual campanhas de saúde pública promovendo o sono em posição supina foram associadas à redução da mortalidade. Recomendações semelhantes têm sido propostas no contexto da epilepsia, embora ainda não esteja claro se orientar a posição inicial do sono reduz efetivamente o risco de SUDEP.
A intervenção precoce durante uma parada cardiorrespiratória pós-ictal pode ser decisiva em alguns casos. No estudo MORTEMUS, pacientes que receberam manobras de ressuscitação dentro de três minutos após a parada cardíaca induzida por crise sobreviveram, enquanto intervenções tardias se associaram a desfechos fatais. Embora dispositivos de detecção de crises e travesseiros antissufocação tenham sido propostos, sua eficácia depende, em grande parte, da presença de alguém capaz de intervir prontamente.
Orientar pessoas com epilepsia e seus cuidadores sobre o risco de SUDEP e suas formas de prevenção é recomendado em diversas diretrizes clínicas. A tomada de decisão compartilhada e discussões individualizadas podem melhorar a conscientização e promover a adoção de estratégias preventivas.

## Epidemiologia
O risco de SUDEP é estimado em aproximadamente 20 vezes maior do que na população geral. Trata-se da causa mais comum de mortalidade relacionada à epilepsia, especialmente entre indivíduos com crises não controladas. O risco global é estimado em cerca de 1 caso por 1.000 pessoas com epilepsia, mas aumenta substancialmente em pessoas que apresentam crises tônico-clônicas frequentes.
Comparações com outras causas de morte súbita destacam o risco elevado entre pessoas com epilepsia. Por exemplo, a incidência da síndrome da morte súbita infantil (sudden infant death syndrome – SIDS) é de aproximadamente 1 em cada 2.000 bebês em países de alta renda.
Estima-se que a SUDEP seja responsável por 8% a 17% de todos os óbitos em pessoas com epilepsia. Entre adultos jovens com epilepsia, o risco de morte súbita é de 20 a 40 vezes maior em comparação com a população geral. A SUDEP é, notadamente, a principal causa de mortalidade relacionada à epilepsia em indivíduos com epilepsia farmacorresistente.
Em populações pediátricas, o risco acumulado também é significativo. Crianças com epilepsia apresentam um risco cumulativo de SUDEP de aproximadamente 7% ao longo de 40 anos. Em casos de epilepsias graves de início precoce, a SUDEP pode ser responsável por 30% a 50% de todos os óbitos. A incidência anual nesse subgrupo varia entre 1 em 500 e 1 em 1.000 crianças com epilepsia.